# チェンマイ動物園

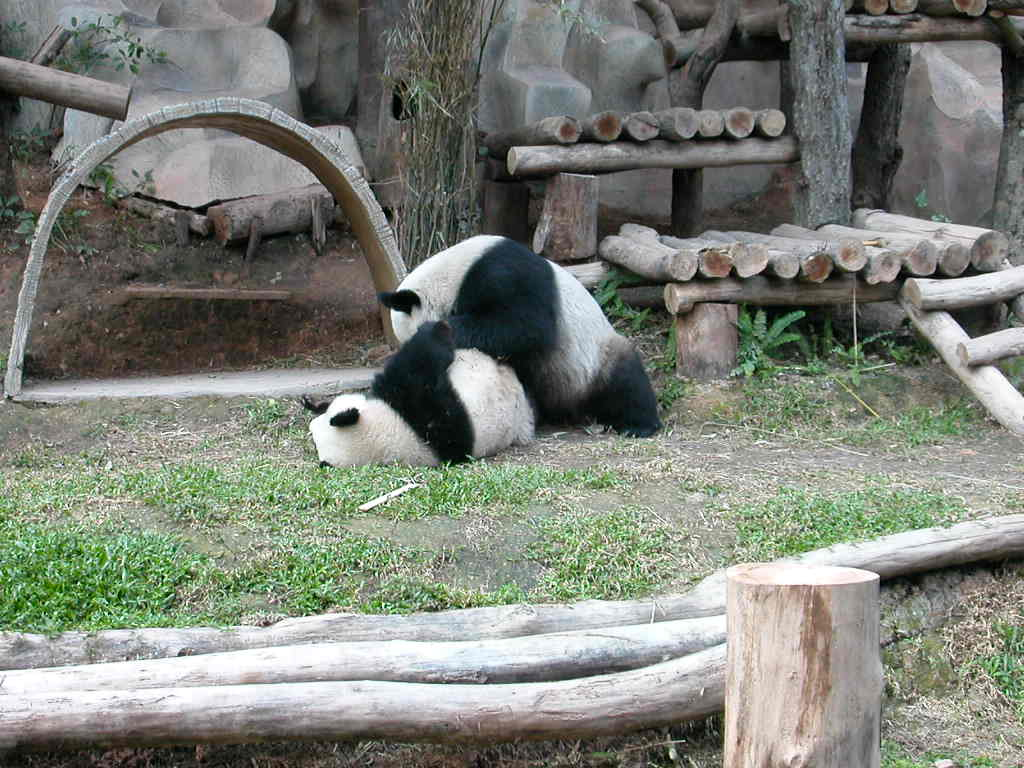
チェンマイ動物園のジャイアントパンダ

チェンマイ動物園 (タイ語:สวนสัตว์เชียงใหม่、英語：Chiang Mai Zoo）はタイ北部で最初にチェンマイ県に設立された商業動物園。1977年6月16日開園。タイ王国動物園機構が運営している。

## 概要
チェンマイ動物園は、チェンマイ県 ドーイステープへ向かう登山口にある。アメリカ人宣教師 ハロルド・マイソン・ヤング（Harold Mason Young）によって1952年創設。1977年6月16日、動物園機構に加えられた。ゾウやペンギンなど多くの動物を飼育しているが、特に中国から贈られたパンダのチュワン・チュワンとリンフイ、その子のリンピン、加えてコアラのプロンドーンが人気。さらに水族館も併設しており、2008年10月28日、133メートルのトンネル型の水槽が設置され、多くの観光客をひきつけている。

## 所在地
チエンマイ県ムアンチエンマイ郡タムボン・ステープ フワイゲーオ通り 100 （100 ถนนห้วยแก้ว ตำบลสุเทพ เมืองเชียงใหม่ เชียงใหม่ 50200）    
- チェンマイ大学キャンパスの北西。ワット・グーディンカーウ（現地表記:วัดกู่ดินขาว）という古寺跡にある。

## 施設
敷地面積は0.81平方キロメートル。モノレールとバスで園内をめぐることができる。モノレール駅は4箇所で、料金は無料。そのほかに水族館も併設している。

## 開園時間
- 毎日 8:00-17:00